# Aggregata
Az Aggregata az Alveolata Apicomplexa törzsébe tartozó parazita nemzetség.

## Történet
Típusfaját egy polipban fedezte fel Schneider, és Benedenia octopianának nevezte el 1875-ben. Mivel e név már használt volt, Lühe 1903-ban az Eucoccidium nevet javasolta. Az Aggregatát először Frenzel használta 1885-ben rákparaziták nemzetségeként. Ezekről 1908-ban Léger és Duboscq kimutatták, hogy egy faj életciklusának két szakasza.
A nemzetség egy 2006-os tanulmány szerint az Adelinidae és a Hepatozoon rokona volt, és a Coccidia osztályba sorolták, de Adl et al. 2019-es rendszertanában incertae sedisként szerepel az Apicomplexán belül annak többi kládjától jelentősen különböző 18S rRNS-e miatt. 2020-ban Miroliubova et al. az Eococcidia lehetséges jelöltjeként írták le, 2021-ben Mathur et al. a Marosporida osztályba helyezték molekuláris filogenetika alapján a Merocystis, a Margolisiella és a Rhytidocystis nemzetségek mellett és előbbi testvércsoportjaként, de e kládot már 2018-ban jelentősen alátámasztotta Kristmundsson et al. filogenetikája.

## Genetika
18S rRNS-e jelentősen különbözik a többi Apicomplexa-kládétól.
Apikoplasztisz-genomja (ptDNS) jelentősen redukálódott, de testvérnemzetségéhez, a Merocystishez hasonlóan nem vesztette el RNS-polimerázát. Az Aggregata ptDNS-e erősen redukált: hossza 38 165 bp, 31 fehérje-, 6 rRNS- és 39 tRNS-gént tartalmaz. Teljes izoprenoid-bioszintézist és közel teljes zsírsavszintézisutat kódol, valamint a legtöbb Fe–S- és hemútban résztvevő enzimet kódolja.
A Margolisiellához hasonlóan rendelkezik I. típusú zsírsavszintázzal.

## Életciklus
Életciklusát 1908-ban határozták meg Léger és Duboscq. E paraziták életciklusa kétgazdás: ivaros szakasza fejlábúak vagy kagylók, ivartalan szakasza rákok emésztőrendszerét fertőzi. A lábasfejűek végső gazdák, ezekre nézve az Aggregata specifikusabb, mint a köztes gazda rákokra, melyek egy faj gazdái esetén is több különböző család sok faját jelenthetik.
A paraziták mero- és gametogóniája a lábasfejűek emésztőrendszerében és alkalmanként más szöveteiben történnek. Az oociszták (más néven sporociszták) ürülékkel vagy a szöveteken belülről távoznak. Ha egy rák oocisztát visz be, az újra trofikus állapotba kerül, és megfertőzi a rák emésztőrendszerét. AZ életciklust az zárja, ha a fertőzött rákot lábasfejű eszi.
Ivartalanul magon belüli pleuromitózissal is képes szaporodni.
Közvetve és közvetlenül egyaránt terjedhet.

## Gazdák
- Aggregata andresi: Martialia hyadesi[11]
- Aggregata bathytherma: Vulcanoctopus hydrothermalis[12]
- Aggregata dobelli: Octopus dofleini martini[13]
- Aggregata eberthi: Közönséges tintahal
- Aggregata kudio: Sepia elliptica
- Aggregata maxima: Sergestes robustus
- Aggregata millerorum: Octopus bimaculoides[13]
- Aggregata octopiana: Közönséges polip[8]
- Aggregata patagonica: Enteroctopus megalocyathus[14]
- Aggregata sagittata: Nyílkalmár[15]
- Aggregata vagans: Eupagurus spp.
- Aggregata valdessensis: Octopus tehuelchus[14]

## Rendszertan
20 faja van. Korábban az A. duboscqi, frenzeli, mamillana, mingazzinii és minima fajokat önállóan tartották számon, de ezek az A. coelomica, illetve eberthi szinonimáinak bizonyultak. Egyes, korábban ide sorolt fajok később a Gregarinasina Cephaloidophora nemzetségébe kerültek át.

## Jelentőség

### Kagylókban
Egy Chlamys islandica-fertőző faja annak jelentős populációcsökkenését okozhatta a Breida-fjordban 2000–2005 közt – 2005–2006-ban a C. islandica-populáció az 1993–2000 közti átlag 16%-a volt.
Tünetei izomdegeneráció és ezzel járó izomsejttöredék-keringés, valamint gonádbetegségek.

### Polipokban
Az A. octopiana az O. vulgarisban malabsorptiót okoz például vak- és vastagbél-ulceratióval, az emésztőrendszer részleges lebomlásával és az absorptiós enzimek működésének csökkenésével vagy hibás működésével, csökkentve növekedését. A hasonló A. andresei a Martialia hyadesiben él.

## Fordítás
Ez a szócikk részben vagy egészben  az   Aggregata című angol Wikipédia-szócikk ezen változatának fordításán alapul.  Az eredeti cikk szerkesztőit annak laptörténete sorolja fel. Ez a jelzés csupán a megfogalmazás eredetét és a szerzői jogokat jelzi, nem szolgál a cikkben szereplő információk forrásmegjelöléseként.